# トリアーナ
トリアーナ（Triana）は、スペインのアンダルシア州セビリア出身のロック・バンド。1974年に結成されたこのバンドは、プログレッシブ・ロックとフラメンコ音楽の要素を融合させ、アンダルシア・ロックまたはフラメンコ・ロックとして知られるスタイルを作ったことで知られている。

## 略歴

### 最初のラインナップ（1974年-1983年）
トリアーナは、ボーカリスト兼オルガン奏者のヘスス・デ・ラ・ロサ・ルケ、ギタリストのエドゥアルド・ロドリゲス・ロドウェイ、そしてテレとしてよく知られるドラマーのフアン・ホセ・パラシオスからなるトリオとして1974年に結成された。バンドは翌年、タイトルのないデビュー・アルバム（通称『El patio』）をリリースし、アンダルシアのフラメンコ音楽の要素とプログレッシブ・ロックやサイケデリック・ロックを融合したサウンドを発表した。商業的には失敗だったが、このアルバムは、遅ればせながら国内でファシズムが崩壊した後、トリアーナの音楽で表現されたロック（特にサイケデリック・ロック）の破壊的なテーマに興味を持ったスペインの若者の間で、バンドにカルト的な人気をもたらした。1977年、トリアーナはセカンド・アルバム『Hijos del agobio』をリリースした。このアルバムはデビュー作よりも大きな商業的成功を収め、当時のスペインの政治情勢の緊張と不安定な性質を反映した政治的な内容の歌詞で注目に値した。彼らの3枚目のアルバムである『Sombra y luz』は、1979年にリリースされた。これまでで最も実験的なアルバムである『Sombra y luz』にはジャズの要素が含まれており、AFYVEによってプラチナ認定を受けた。
1980年、トリアーナは4枚目のアルバム『Un encuentro』をリリース。商業的な成功を収めたこのアルバムは、より商業的でポップ・ロックの影響を受けたサウンドを提示した。続く1981年の『Un mal sueño』も同様のサウンドをフィーチャーしており、1983年の6枚目のアルバム『Llegó el día』も同様だった。『Llegó el día』リリース直後、デ・ラ・ロサ・ルケが交通事故で亡くなり、その後にバンドは解散を発表した。

### 暫定期（1984年-1993年）
1985年、ロドウェイとテレはトリアーナの最後のアルバムを作成するためにスタジオに戻り、デ・ラ・ロサ・ルケが亡くなる前に録音したボーカル・パッセージを取り上げ、楽器演奏を加えた。その結果、アルバム『Tengo que Marchar』が、1986年にリリースされた。

### セカンド・ラインナップ（1994年-2002年）
1994年、テレはロドウェイ抜きでトリアーナの再結成を発表した。新しいラインナップには、ボーカリスト兼ギタリストのフアン・レイナ、ギタリストのアンドレス・エレーラ（パハロとしてよく知られている）とラウル・フェルナンデス、キーボード奏者のエミリオ・グルエソ、そしてベーシストのサンティ・キャンプスが参加した。このバンドにオリジナル・メンバーが1人しか含まれていなかったため、このバンドをトリアーナと名付けた決定はファンの間で物議を醸した。トリアーナは、1997年に8枚目のアルバム『Un jardín eléctrico』をリリースし、翌年には『En libertad』をリリースした。これらのアルバムはどちらも悪評を受けた。2002年にテレは心臓発作で亡くなり、その後にバンドは再び解散した。

### サード・ラインナップ（2007年-現在）
2007年、1994年から2002年までのトリアーナのラインナップにおける他の5人のメンバーは、テレの代わりにドラマーのマルコス・ガメロを迎えてバンドを再結成すると発表した。オリジナルのトリオのうち生存しているのは1人だけであり、彼は再結成に参加しなかったため、この動きはファンの間で非常に物議を醸した。ロドウェイは新生トリアーナを否認する声明を発表し、彼らは単にバンドの遺産から利益を得ようとしていただけだと主張した。トリアーナは2008年に10枚目のアルバム『Un camino por andar』をリリースした。

## メンバー

### 現在のメンバー
- フアン・レイナ (Juan Reina) - ボーカル、ギター (1994年– )
- アンドレス・エレーラ (Andrés "Pájaro" Herrera) - ギター (1994年– )
- ラウル・フェルナンデス (Raúl Fernández) - ギター (1994年– )
- エミリオ・グルエソ (Emilio Grueso) - キーボード (1994年– )
- サンティ・キャンプス (Santi Camps) - ベース (1994年– )
- マルコ・ガメロ (Marcos Gamero) - ドラム (2007年– )

### オリジナル・メンバー
- フアン・ホセ・"テレ"・パラシオス (Juan José "Tele" Palacios) - ドラム (1974年-2002年)
- ヘスス・デ・ラ・ロサ・ルケ (Jesús de la Rosa Luque) - ボーカル、キーボード (1974年-1983年)
- エドゥアルド・ロドリゲス・ロドウェイ (Eduardo Rodríguez Rodway) - ギター、ボーカル (1974年-1985年)

## ディスコグラフィ

### スタジオ・アルバム
- 『ファースト』 - El Patio (1975年)
- Hijos del agobio (1977年)
- Sombra y luz (1979年)
- Un encuentro (1980年)
- Un mal sueño (1981年)
- Llegó el día (1983年)
- Tengo que marchar (1986年)
- Un jardín eléctrico (1997年)
- En libertad (1998年)
- Un camino por andar (2008年)

### ライブ・アルバム
- En directo (1989年)